# Eustachio Petrucci

Stemma della famiglia Petrucci.

Eustachio Petrucci (Siena, XV secolo – Malta, 1565) è stato un militare italiano.

## Biografia
Figlio naturale del potente cardinale Raffaello Petrucci, che a nome dell'omonima famiglia resse la Signoria di Siena dal 1515 al 1522, Eustachio nacque dall'unione tra il prelato ed una donna di bassa condizione sociale tenuta come concubina.
Nel 1512 divenne cavaliere del Sovrano Militare Ordine di Malta e quando il padre prese il controllo di Siena fu eletto capitano di un corpo di 200 fanti a guardia della Piazza. Dopo la fine della Signoria dei Petrucci si trasferì a Malta, dove morì nel 1565 durante il grande assedio ad opera degli ottomani.